# Iniciativa Europea de Protección del Cielo
La Iniciativa Europea de Protección del Cielo (en inglés: European Sky Shield Initiative, ESSI) es un proyecto para construir un sistema europeo integrado de defensa aérea con base en tierra que incluya capacidades de antimisiles balísticos. En enero de 2024, diecinueve Estados europeos participarán en la iniciativa. Se espera que Grecia y Turquía se unan formalmente en 2024.

## Antecedentes
La iniciativa fue propuesta originalmente por el canciller de Alemania, Olaf Scholz, en agosto de 2022. La propuesta se hizo durante los ataques rusos de 2022-2023 contra infraestructuras ucranianas y en medio de una creciente preocupación por la limitada capacidad europea para defenderse de amenazas como los sistemas de misiles balísticos rusos 9K720 Iskander desplegados en Kaliningrado.
En octubre de 2022, quince Estados europeos (Alemania, Bélgica, Bulgaria, Eslovaquia, Eslovenia, Estonia, Finlandia, Hungría, Letonia, Lituania, Noruega, Países Bajos, Reino Unido, República Checa y Rumanía) firmaron una declaración para unirse a la iniciativa liderada por Alemania, que implicaría la adquisición conjunta de los sistemas de defensa aérea. A partir de 2024, todos los Estados fundadores son miembros de la OTAN. La iniciativa también pretende reforzar el Sistema de defensa antimisiles de la OTAN. En febrero de 2024, el gobierno alemán anunció que Grecia y Turquía se unirían a la iniciativa.
En febrero de 2023, Dinamarca y Suecia se unieron al proyecto. En julio de 2023, los estados neutrales de Austria y Suiza firmaron la declaración para unirse a la iniciativa, lo que plantea interrogantes sobre el futuro y los aspectos prácticos de su política de neutralidad.
Francia ha cuestionado la iniciativa, alegando que los planes actuales dependen demasiado de equipos y tecnología no europeos. Se ha sugerido que el gobierno francés no está satisfecho con la exclusión del sistema SAMP-T franco-italiano de la ESSI. En junio de 2023, Francia presentó una contrapropuesta y ha pedido a otros países que examinen las alternativas. En julio de 2023, varios estados europeos importantes, como Francia, Polonia, Italia y España, no habían tomado la decisión de unirse a la ESSI. En abril de 2024, Polonia planea unirse a un proyecto para desarrollar un sistema de defensa aérea a escala europea para disuadir posibles ataques con drones y misiles, según declaró el primer ministro Donald Tusk.

## Capacidad

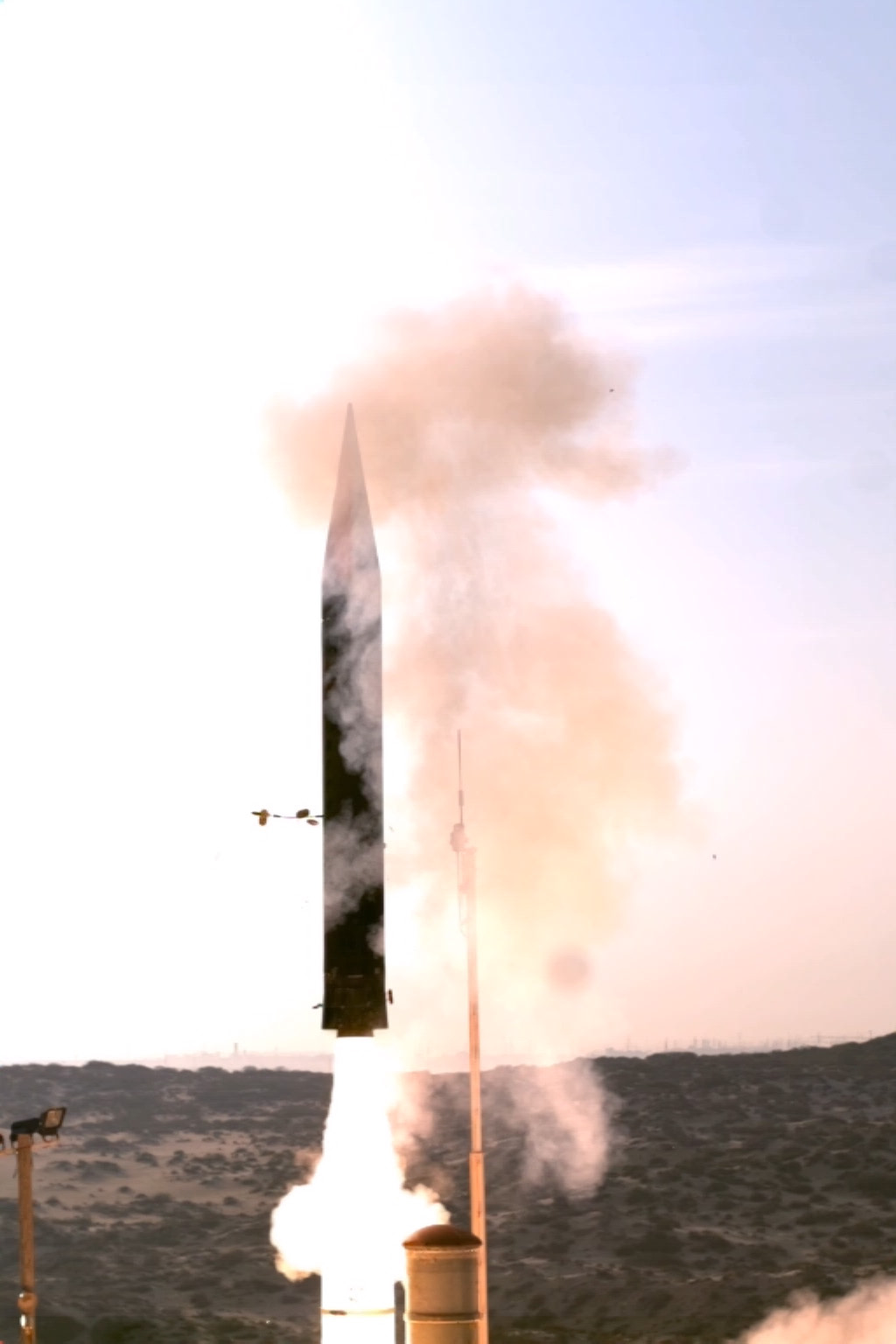
Lanzamiento de un misil Arrow 3

La ESSI utilizará una defensa multicapa, con los siguientes sistemas previstos:
- Medio alcance: principalmente el IRIS-T SLM
- Largo alcance: MIM-104 Patriot
- Muy largo alcance (exoatmosférico): Arrow 3

En diciembre de 2022, el canciller alemán expresó su esperanza de que el sistema se desarrolle en los próximos cinco años. En junio de 2023, el Bundestag alemán autorizó casi 4 000 millones de euros para la adquisición del sistema de misiles antibalísticos Arrow 3 de Israel. El contrato se firmó en noviembre de 2023.